# Derlis Gómez
Derlis Venancio Gómez López (* 2. November 1972 in Ypacaraí) ist ein ehemaliger paraguayischer Fußballspieler. Er nahm mit der paraguayischen Nationalmannschaft an der Fußball-Weltmeisterschaft 2006 in Deutschland teil.

## Spielerkarriere
Der Torwart spielte in seiner Karriere ab 1991 bei zahlreichen paraguayischen Vereinen, darunter sieben Spielzeiten bei seinem ersten Club Sol de América. 2006/07 stand er eine Saison beim argentinischen Erstligisten Quilmes AC unter Vertrag. Mit Nacional Asunción wurde er 2009 paraguayischer Meister. 2014 beendete er über 40-jährig seine Laufbahn beim Club 12 de Octubre.
Im April 2003 wurde er für sechs Monate gesperrt, nachdem er bei einer Dopingkontrolle positiv auf Kokain getestet wurde.
Gómez stand bereits als 20-Jähriger bei der Copa América 1993 im Kader Paraguays, debütierte jedoch erst 2005 mit 32 Jahren für die Nationalmannschaft. 2006 nahm er als dritter Torwart Paraguays an der Fußball-Weltmeisterschaft in Deutschland teil. Insgesamt absolvierte er bis 2008 sieben Länderspiele.

### Vereinsstationen
- 1991 bis 1996: Club Sol de América
- 1997 bis 2000: Club Guaraní
- 2001: Libertad Asunción
- 2002: Sportivo Luqueño
- 01/2003 – 06/2003: Club 12 de Octubre
- 07/2003 – 12/2003: Club Olimpia
- 2004 bis 06/2006: Sportivo Luqueño
- 07/2006 bis 06/2007: Quilmes AC
- 07/2007 bis 2009: Club Nacional
- 2011: Independiente de Campo Grande
- 2012: CA 3 de Febrero
- 2014: Club 12 de Octubre

## Erfolge
- Paraguayischer Meister 2009 mit Nacional Asunción

## Trainerlaufbahn
Ab 2015 war er im Trainergespann von Nationaltrainer Ramón Díaz Torwarttrainer der Nationalmannschaft Paraguays.